# Hamadryas sempervivoides
Hamadryas sempervivoides är en ranunkelväxtart som beskrevs av Thomas Archibald Sprague. Hamadryas sempervivoides ingår i släktet Hamadryas och familjen ranunkelväxter. Inga underarter finns listade i Catalogue of Life.